# II liga polska w piłce nożnej (1958)
II liga 1958 – 10. edycja rozgrywek drugiego poziomu ligowego piłki nożnej mężczyzn w Polsce. Wzięły w nich udział 24 drużyny, grając w dwóch grupach systemem kołowym. Sezon ligowy rozpoczął się w marcu 1958, ostatnie mecze rozegrano w listopadzie 1958.
| Poziomy rozgrywkowe w sezonie 1958 | Poziomy rozgrywkowe w sezonie 1958 | Poziomy rozgrywkowe w sezonie 1958 |
| Rozgrywki                          | P                                  | Nazwa                              |
| ---------------------------------- | ---------------------------------- | ---------------------------------- |
| Centralne                          | I                                  | I liga                             |
| Centralne                          | II                                 | II liga                            |
| Makroregionalne                    | III                                | III Liga (16 grup)                 |
| Okręgowe (18 okręgów)              | IV                                 | A klasa                            |
| Okręgowe (18 okręgów)              | V                                  | B klasa                            |
| Okręgowe (18 okręgów)              | VI                                 | C klasa                            |

## Drużyny

### Grupa południowa
| Uczestnicy poprzedniej edycji                                                                                 | Uczestnicy poprzedniej edycji | Uczestnicy poprzedniej edycji | Uczestnicy poprzedniej edycji |
| --- | ----------------------------- | ----------------------------- | ----------------------------- |
| grupa południowa                                                                                              |                               |                               |                               |
| SMI | Stal Mielec                   | 2                             |                               |
| PIA | Piast Gliwice                 | 3                             |                               |
| GAR | Garbarnia Kraków              | 4                             |                               |
| NLI | Naprzód Lipiny                | 5                             |                               |
| STR | Stal Rzeszów                  | 6                             |                               |
| AKS | AKS Kościuszko Chorzów        | 7                             |                               |
| WAK | Wawel Kraków                  | 8                             |                               |
| SZO | Szombierki Bytom              | 9                             |                               |
| CON | Concordia Knurów              | 10                            |                               |
| Spadek z I ligi 1957                                                                                          |                               |                               |                               |
| RAD | Górnik Radlin                 | 11                            |                               |
| Awans z III ligi 1957                                                                                         |                               |                               |                               |
| zwycięzcy baraży o awans                                                                                      |                               |                               |                               |
| UNR | Unia Racibórz                 | 1 (gr. III)                   |                               |
| LEK | Legia Krosno                  | 1 (gr. IV)                    |                               |
| Oznaczenia: - kolumna pierwsza – skróty nazw drużyn, - kolumna trzecia – miejsce zajęte w poprzednim sezonie. |                               |                               |                               |

### Grupa północna
| Uczestnicy poprzedniej edycji                                                                                 | Uczestnicy poprzedniej edycji | Uczestnicy poprzedniej edycji | Uczestnicy poprzedniej edycji |
| --- | ----------------------------- | ----------------------------- | ----------------------------- |
| grupa północna                                                                                                |                               |                               |                               |
| ŚLĄ | Śląsk Wrocław                 | 2                             |                               |
| WAR | Warta Poznań                  | 3                             |                               |
| PTO | Pomorzanin Toruń              | 4                             |                               |
| CAL | Calisia Kalisz                | 5                             |                               |
| PGD | Polonia Gdańsk                | 6                             |                               |
| GWB | Górnik Wałbrzych              | 7                             |                               |
| ZAW | Zawisza Bydgoszcz             | 8                             |                               |
| MAR | Marymont Warszawa             | 9                             |                               |
| ARS | Arkonia Szczecin              | 10                            |                               |
| Spadek z I ligi 1957                                                                                          |                               |                               |                               |
| LPO | Lech Poznań                   | 12                            |                               |
| Awans z III ligi 1957                                                                                         |                               |                               |                               |
| zwycięzcy baraży o awans                                                                                      |                               |                               |                               |
| PNR | Piast Nowa Ruda               | 1 (gr. I)                     |                               |
| POG | Pogoń Szczecin                | 1 (gr. II)                    |                               |
| Oznaczenia: - kolumna pierwsza – skróty nazw drużyn, - kolumna trzecia – miejsce zajęte w poprzednim sezonie. |                               |                               |                               |

Uwagi:
- AKS Kościuszko Chorzów występował w poprzednim sezonie pod nazwą AKS Chorzów;
- Arkonia Szczecin występowała w poprzednim sezonie pod nazwą Chrobry Szczecin.

## Rozgrywki
Uczestnicy obu grup rozegrali po 22 kolejki ligowe (razem po 132 spotkania) w dwóch rundach – wiosennej i jesiennej.
Mistrzowie grup II ligi uzyskali awans do I ligi, a zespoły z miejsc 11–12 spadły do III ligi.

### Grupa południowa – tabela
| Lp. | Drużyna                    | M  | Z  | R | P  | Bramki | Bramki | Stos. | Pkt | Uwagi              |
| --- | -------------------------- | -- | -- | - | -- | ------ | ------ | ----- | --- | ------------------ |
| 1   | Górnik Radlin (M) (A)      | 22 | 13 | 4 | 5  | 43     | 22     | 1,955 | 30  | Awans do I ligi    |
| 2   | Szombierki Bytom           | 22 | 11 | 3 | 8  | 35     | 27     | 1,296 | 25  |                    |
| 3   | Stal Mielec                | 22 | 9  | 6 | 7  | 36     | 27     | 1,333 | 24  |                    |
| 4   | Unia Racibórz              | 22 | 9  | 5 | 8  | 41     | 40     | 1,025 | 23  |                    |
| 5   | Naprzód Lipiny             | 22 | 10 | 3 | 9  | 38     | 38     | 1,000 | 23  |                    |
| 6   | Legia Krosno               | 22 | 7  | 9 | 6  | 32     | 35     | 0,914 | 23  |                    |
| 7   | Piast Gliwice              | 22 | 7  | 7 | 8  | 42     | 37     | 1,135 | 21  |                    |
| 8   | Concordia Knurów           | 22 | 10 | 1 | 11 | 44     | 56     | 0,786 | 21  |                    |
| 9   | Wawel Kraków               | 22 | 7  | 6 | 9  | 28     | 24     | 1,167 | 20  |                    |
| 10  | Stal Rzeszów               | 22 | 6  | 7 | 9  | 28     | 33     | 0,848 | 19  |                    |
| 11  | Garbarnia Kraków (S)       | 22 | 7  | 4 | 11 | 24     | 41     | 0,585 | 18  | Spadek do III ligi |
| 12  | AKS Kościuszko Chorzów (S) | 22 | 6  | 5 | 11 | 30     | 41     | 0,732 | 17  | Spadek do III ligi |

### Grupa północna – tabela
| Lp. | Drużyna                | M  | Z  | R | P  | Bramki | Bramki | Stos. | Pkt | Uwagi              |
| --- | ---------------------- | -- | -- | - | -- | ------ | ------ | ----- | --- | ------------------ |
| 1   | Pogoń Szczecin (M) (A) | 22 | 15 | 7 | 0  | 54     | 22     | 2,455 | 37  | Awans do I ligi    |
| 2   | Śląsk Wrocław          | 22 | 14 | 6 | 2  | 56     | 22     | 2,545 | 34  |                    |
| 3   | Lech Poznań            | 22 | 15 | 2 | 5  | 49     | 22     | 2,227 | 32  |                    |
| 4   | Arkonia Szczecin       | 22 | 11 | 3 | 8  | 40     | 36     | 1,111 | 25  |                    |
| 5   | Calisia Kalisz         | 22 | 9  | 5 | 8  | 33     | 31     | 1,065 | 23  |                    |
| 6   | Polonia Gdańsk         | 22 | 9  | 5 | 8  | 28     | 27     | 1,037 | 23  |                    |
| 7   | Warta Poznań           | 22 | 8  | 7 | 7  | 32     | 34     | 0,941 | 23  |                    |
| 8   | Zawisza Bydgoszcz      | 22 | 7  | 5 | 10 | 35     | 38     | 0,921 | 19  |                    |
| 9   | Piast Nowa Ruda        | 22 | 6  | 5 | 11 | 41     | 55     | 0,745 | 17  |                    |
| 10  | Pomorzanin Toruń       | 22 | 6  | 5 | 11 | 23     | 36     | 0,639 | 17  |                    |
| 11  | Górnik Wałbrzych (S)   | 22 | 4  | 1 | 17 | 19     | 43     | 0,442 | 9   | Spadek do III ligi |
| 12  | Marymont Warszawa (S)  | 22 | 0  | 5 | 17 | 15     | 59     | 0,254 | 5   | Spadek do III ligi |